# Canton d'Aurillac-2
Le canton d'Aurillac-2 est un canton français située dans le département du Cantal et la région Auvergne-Rhône-Alpes.
À la suite du redécoupage cantonal de 2014, les limites territoriales du canton sont remaniées.

## Histoire
Un nouveau découpage territorial du Cantal entre en vigueur en mars 2015, défini par le décret du 13 février 2014, en application des lois du 17 mai 2013 (loi organique 2013-402 et loi 2013-403). Les conseillers départementaux sont, à compter de ces élections, élus au scrutin majoritaire binominal mixte. Les électeurs de chaque canton élisent au Conseil départemental, nouvelle appellation du Conseil général, deux membres de sexe différent, qui se présentent en binôme de candidats. Les conseillers départementaux sont élus pour 6 ans au scrutin binominal majoritaire à deux tours, l'accès au second tour nécessitant 12,5 % des inscrits au 1er tour. En outre la totalité des conseillers départementaux est renouvelée. Ce nouveau mode de scrutin nécessite un redécoupage des cantons dont le nombre est divisé par deux avec arrondi à l'unité impaire supérieure si ce nombre n'est pas entier impair, assorti de conditions de seuils minimaux. Dans le Cantal, le nombre de cantons passe ainsi de 27 à 15. La composition du canton d'Aurillac-2 est remaniée.

## Représentation

### Liste des conseillers départementaux
| Période élective | Période élective | Mandat | Mandat   | Identité           | Nuance | Nuance | Qualité |
| ---------------- | ---------------- | ------ | -------- | ------------------ | ------ | ------ | --- |
| 2015             | 2021             | 2015   | 2021     | Martine Besombes   |        | LR     | Infirmière à Aurillac |
| 2015             | 2021             | 2015   | 2021     | Jean Antoine Moins |        | LR     | Conseiller régional d'Auvergne (2010-2015) conseiller municipal d'Aurillac (2015-2021) 8ème Vice-Président du Conseil départemental du Cantal (Economie, Numérique, Enseignement Supérieur) |
| 2021             | 2028             | 2021   | en cours | Pierre Mathonier   |        | PS     | Expert-comptable Maire d'Aurillac (2013 → ) Président de la CABA (2020 → ) |
| 2021             | 2028             | 2021   | en cours | Valerie Rueda      |        | PS     | Conseillère en formation au Greta des Monts du Cantal 8e adjointe au maire d'Aurillac (2020 → )                                                                                             |

### Résultats détaillés

#### Élections de mars 2015
À l'issue du 1er tour des élections départementales de 2015, deux binômes sont en ballottage : Martine Besombes et Jean Antoine Moins (UMP, 45,3 %) et Catherine Amalric et Charly Delamaide (Union de la Gauche, 41,95 %). Le taux de participation est de 50,98 % (3 388 votants sur 6 646 inscrits) contre 55,81 % au niveau départemental et 50,17 % au niveau national.
Au second tour, Martine Besombes et Jean Antoine Moins (UMP) sont élus avec 52,07 % des suffrages exprimés et un taux de participation de 52,97 % (1 673 voix pour 3 521 votants et 6 647 inscrits).

#### Élections de juin 2021
Le premier tour des élections départementales de 2021 est marqué par un très faible taux de participation (33,26 % au niveau national). Dans le canton d'Aurillac-2, ce taux de participation est de 35,07 % (2 235 votants sur 6 373 inscrits) contre 41,88 % au niveau départemental. À l'issue de ce premier tour, deux binômes sont en ballottage : Pierre Mathonier et Valerie Rueda (Union à gauche, 47 %) et Martine Besombes et Jean Antoine Moins (LR, 44,27 %).
Le second tour des élections est marqué une nouvelle fois par une abstention massive équivalente au premier tour. Les taux de participation sont de 34,3 % au niveau national, 42,74 % dans le département et 38,84 % dans le canton d'Aurillac-2. Pierre Mathonier et Valerie Rueda (Union à gauche) sont élus avec 50,38 % des suffrages exprimés (1 188 voix pour 2 477 votants et 6 378 inscrits),,.

## Composition
Le canton est constitué de la partie de la commune d'Aurillac située à l'est d'une ligne définie par l'axe des voies et limites suivantes : depuis la limite territoriale de la commune d'Ytrac, chemin d'Antuejoul, chemin des Remparts, rue de Pesteils, route de Belbex, rue Gaston-Maumy, avenue de la Liberté (route départementale 120), rue Croix-du-Vialenc, rue Loucheur, rue du Docteur-Michel, rue Ribot, boulevard Louis-Dauzier, boulevard Eugène-Linthilhac, place d'Aurinques, rue du Président-Delzons, place du Square, avenue Gambetta, cours de la Jordanne, rue du Pont-d'Aliès, pont Pierre-Marty, cours de la Jordanne, rue Pierre-Marty, rue de Clairvivre, promenade, rue de la Jordanne, ligne droite perpendiculaire à la rue de la Jordanne partant entre le 10 et le 12 jusqu'à la ligne de chemin de fer, ligne de chemin de fer reliant Ytrac à Clermont-Ferrand, jusqu'à la limite territoriale de la commune d'Arpajon-sur-Cère.
| Nom                              | Code Insee | Intercommunalité        | Superficie (km2) | Population (dernière pop. légale)               | Densité (hab./km2) | Modifier                                    |
| -------------------------------- | ---------- | ----------------------- | ---------------- | ----------------------------------------------- | ------------------ | ------------------------------------------- |
| Aurillac (bureau centralisateur) | 15014      | CA du Bassin d'Aurillac | 28,76            | Fraction : 9 828 (2022) Commune : 26 189 (2022) | 911                | modifier les données · modifier les données |
| Canton d'Aurillac-2              | 1503       |                         |                  | 9 828 (2022)                                    |                    | modifier les données                        |

## Démographie
En 2022, le canton comptait 9 828 habitants, en évolution de +3,08 % par rapport à 2016 (Cantal : −1,08 %, France hors Mayotte : +2,11 %).
| 2013  | 2018  | 2022  |
| ----- | ----- | ----- |
| 9 556 | 9 445 | 9 828 |